# Страдецька печера
Страдча́нська пече́ра (інша назва — Страдецька печера) — комплексна пам'ятка природи місцевого значення в Україні. Розташована біля села Страдч (Яворівський район, Львівська область), при вершині пагорба, що на лівому березі річки Верещиці, неподалік від траси Львів — Краковець (автошлях М 10).
Печера міститься в надрах Страдецької (або Страдчанської) гори (359 м), яка розташована серед південних відногів пагористого пасма Розточчя. Гора складена з пісковиків тортону. Вхід до печери розташований на стрімкому північному схилі гори. Загальна довжина ходів — понад 270 м. Складається з вхідної галереї (завдовжки бл. 40 м), у якій влаштована церква. У печерній церкві є кам'яний хрест XI століття, зберігся кам'яний стілець для сповіді. Біля головної стіни — витесаний із каменю престол, за яким, у заглиблені горіло вічне світло. Також там було кілька чернечих келій. У кінці галереї є стіна, де по каменю стікають краплі — «сльози Богородиці». Далі хід звужується й переходить у довгий звивистий коридор, що веде вглиб гори. На початку коридору є бічне відгалуження направо, яке веде до невеликого залу. Головний коридор вузький і невисокий, місцями заввишки лише 1 метр. Уздовж коридору трапляються бічні заглиблення, інколи досить просторі. Ближче до кінця печери є крутий уступ (заввишки до 2 метрів), у якому видовбано кілька сходинок. Після уступу коридор звужується і переходить у вузький лаз (завдовжки 3 м), яким можна проповзти до невеликої зали. Далі веде ще один кількаметровий хід, однак він завершується глухим кутом.
Загалом печера рукотворна, хоч її творці попервах використовували природні тектонічні тріщини, які поступово розширювали та поглиблювали. З історичних джерел відомо, що за княжих часів тут існував печерний монастир.

## Галерея

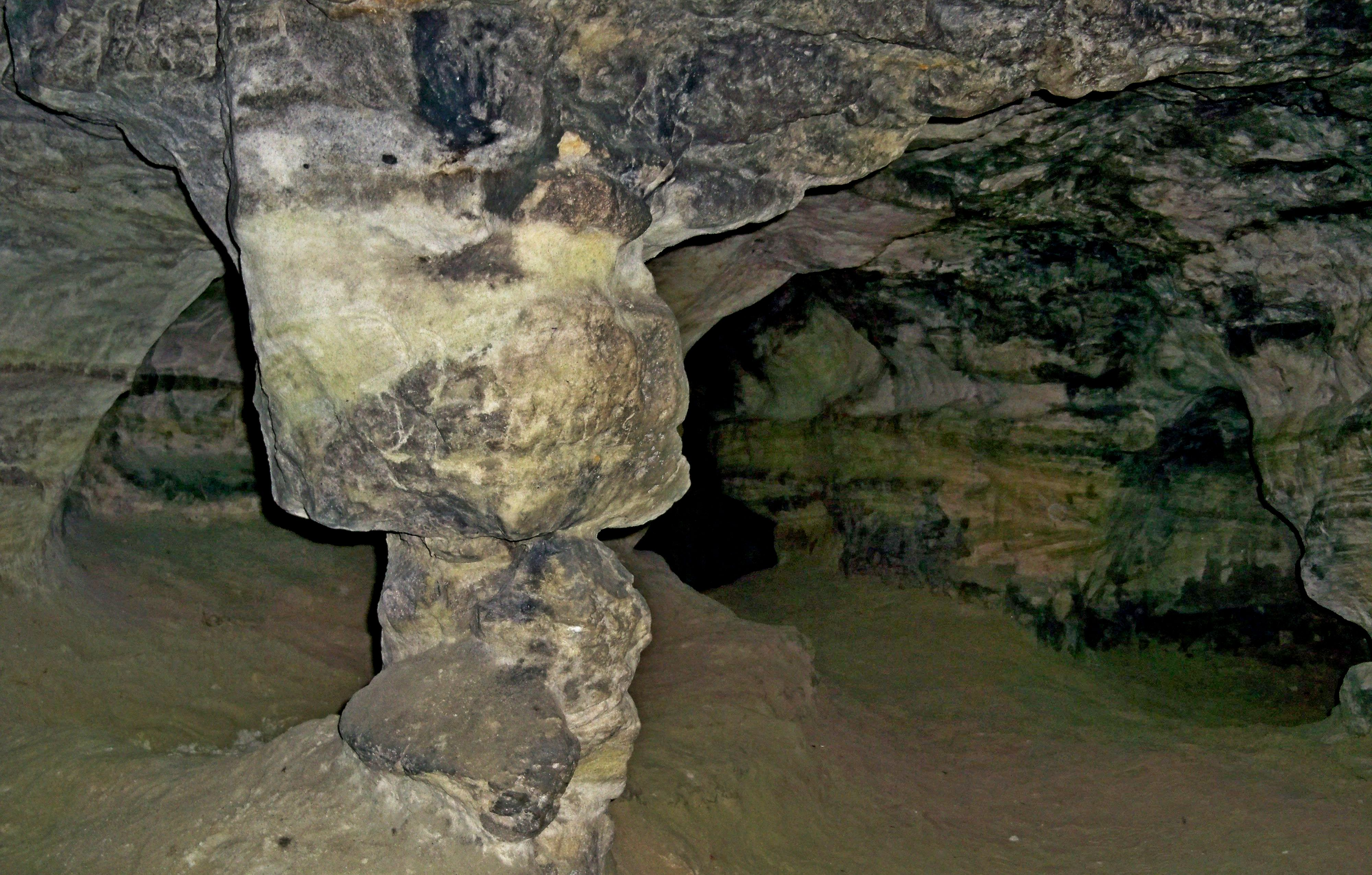
Ходи в печері
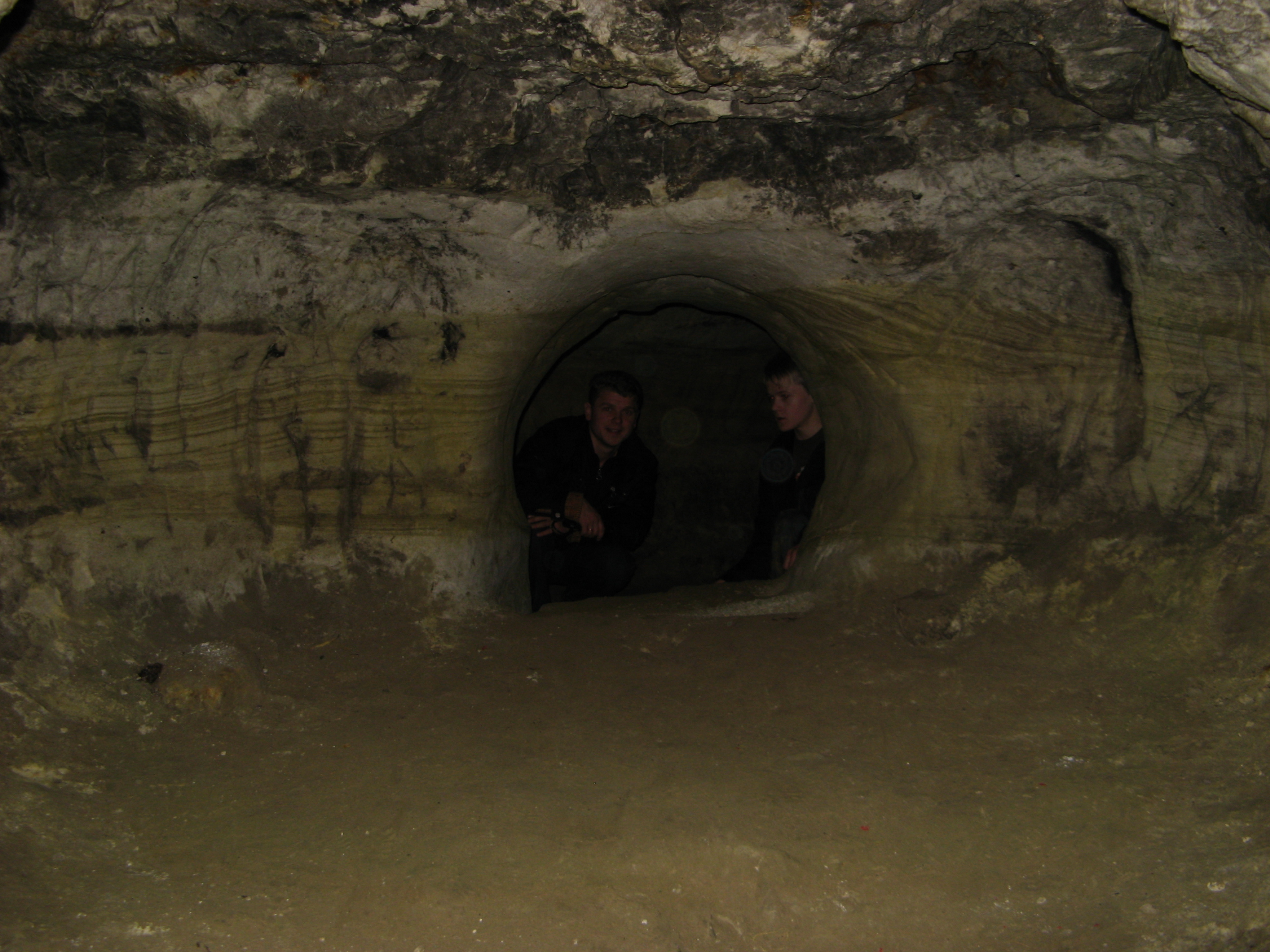
Підземний хід
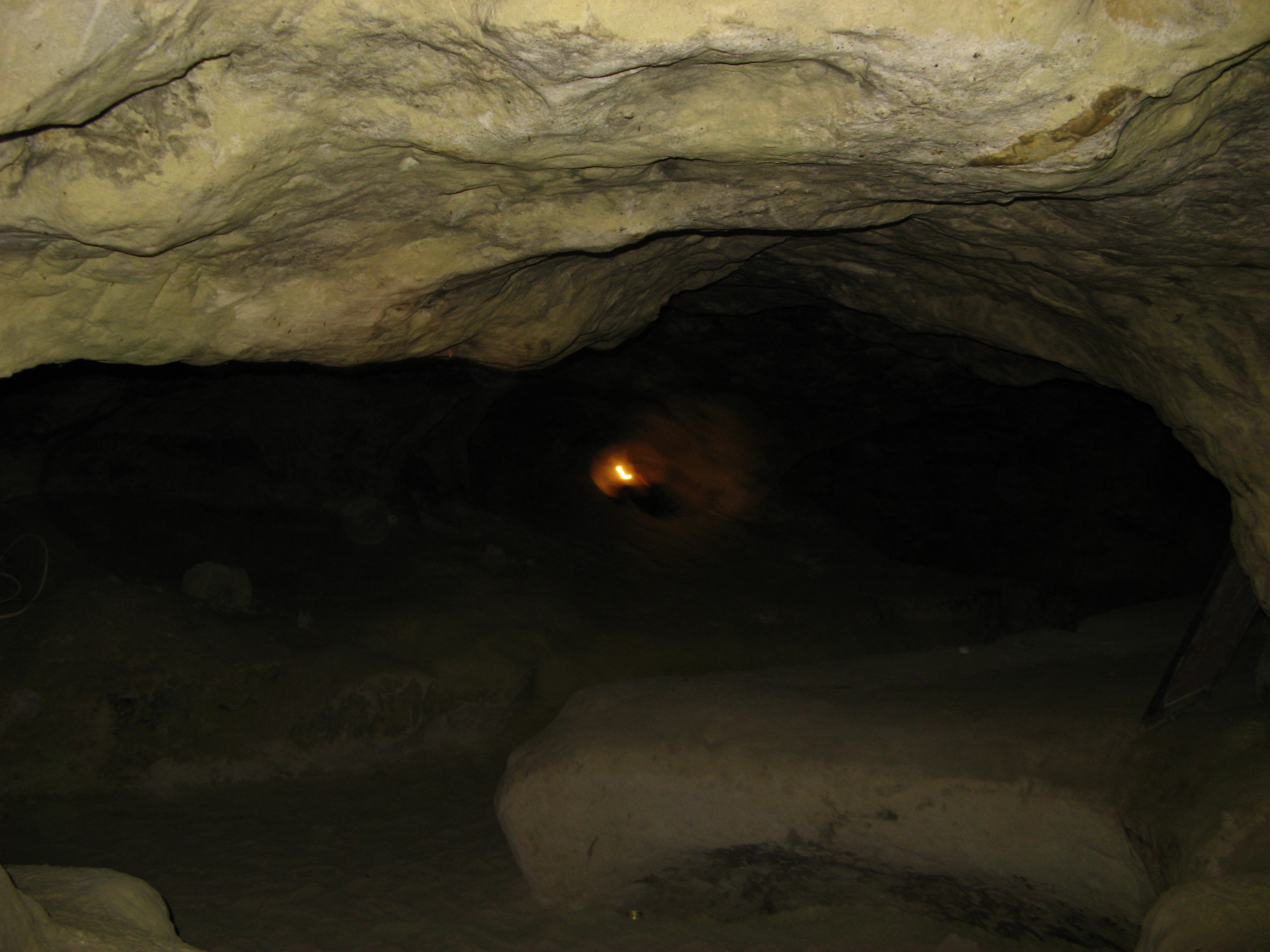
Всередині печери
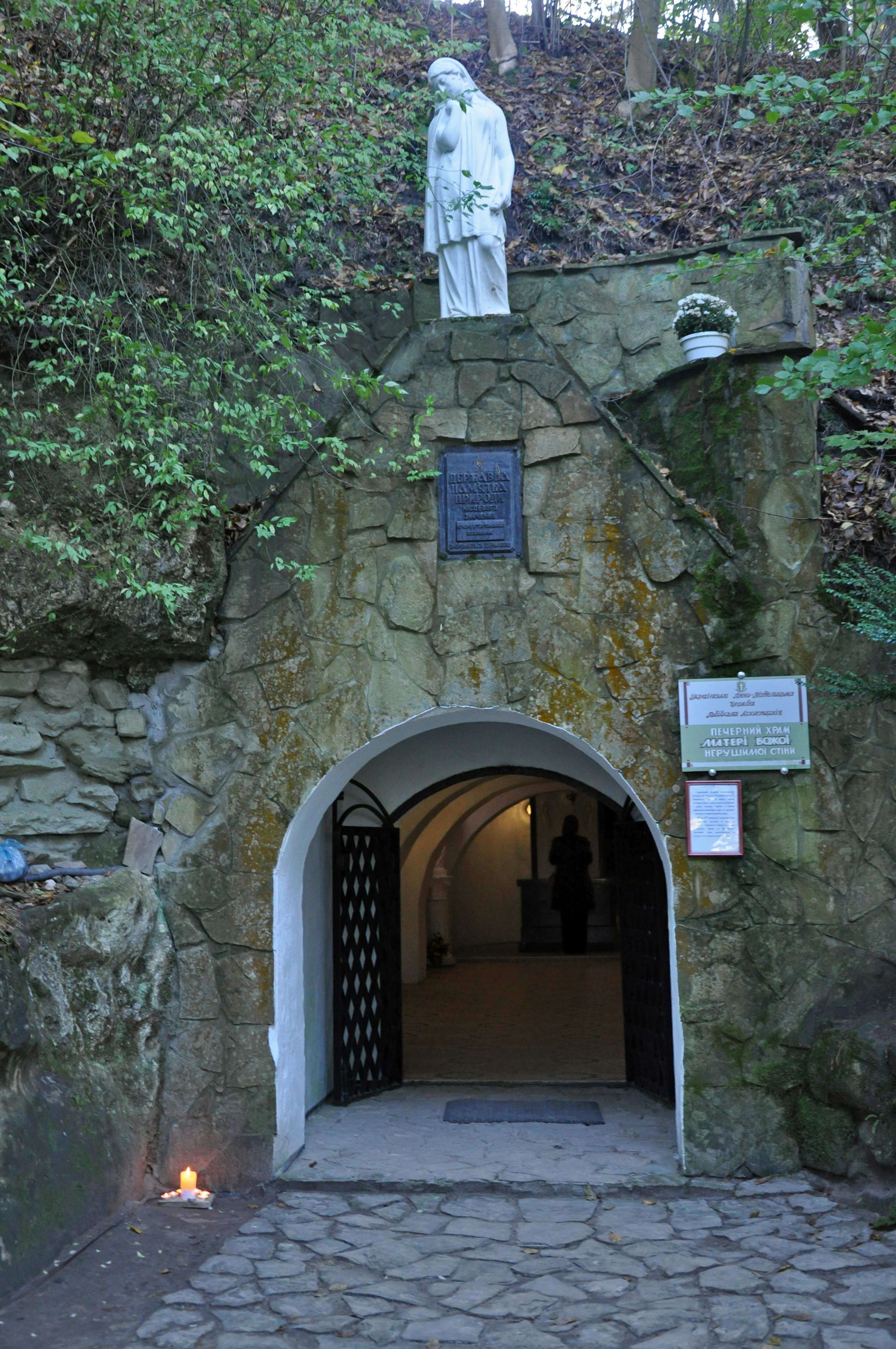
Вхід до печери
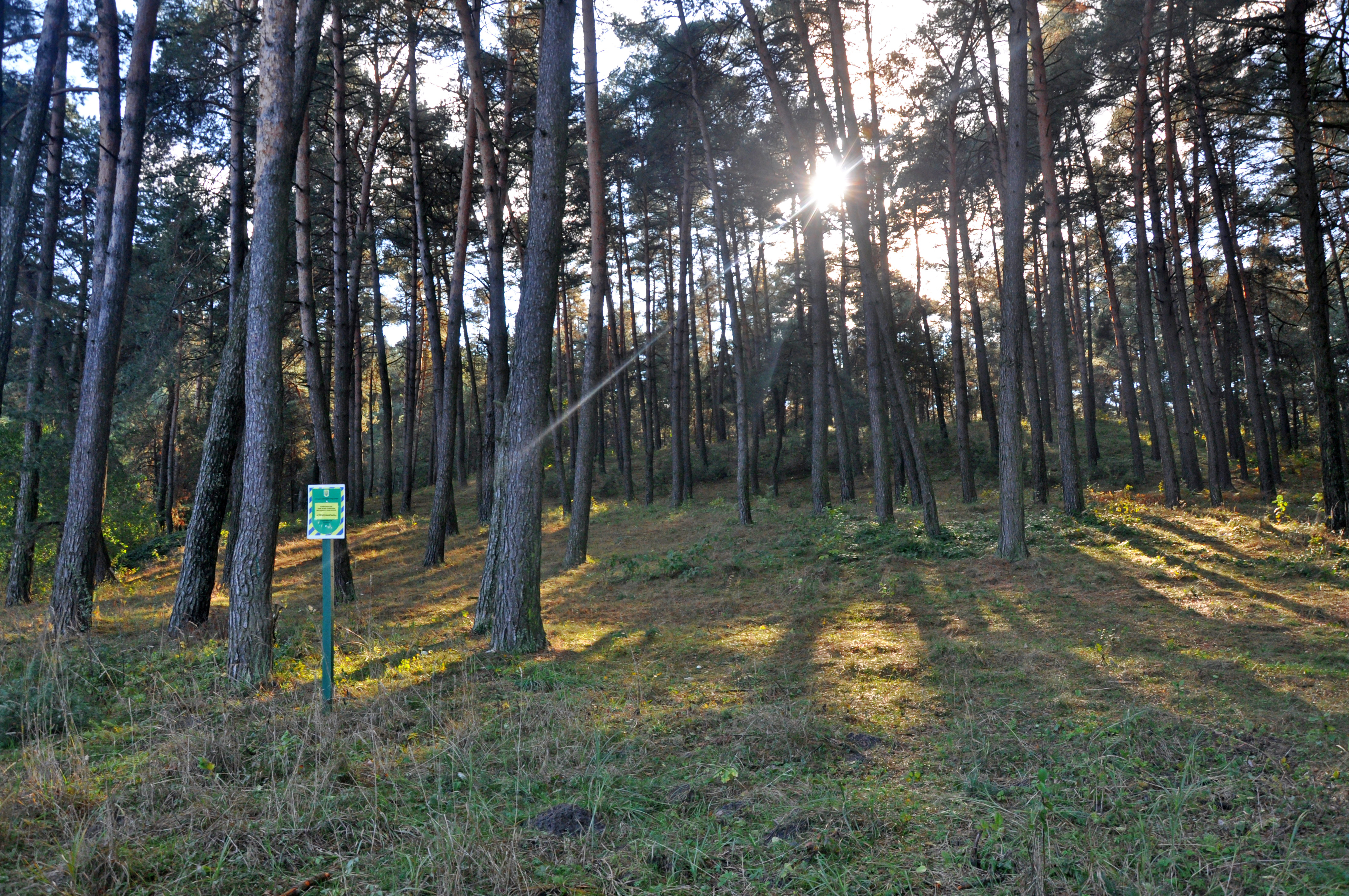
Загальний вид на комплексну пам'ятку природи з межовим знаком
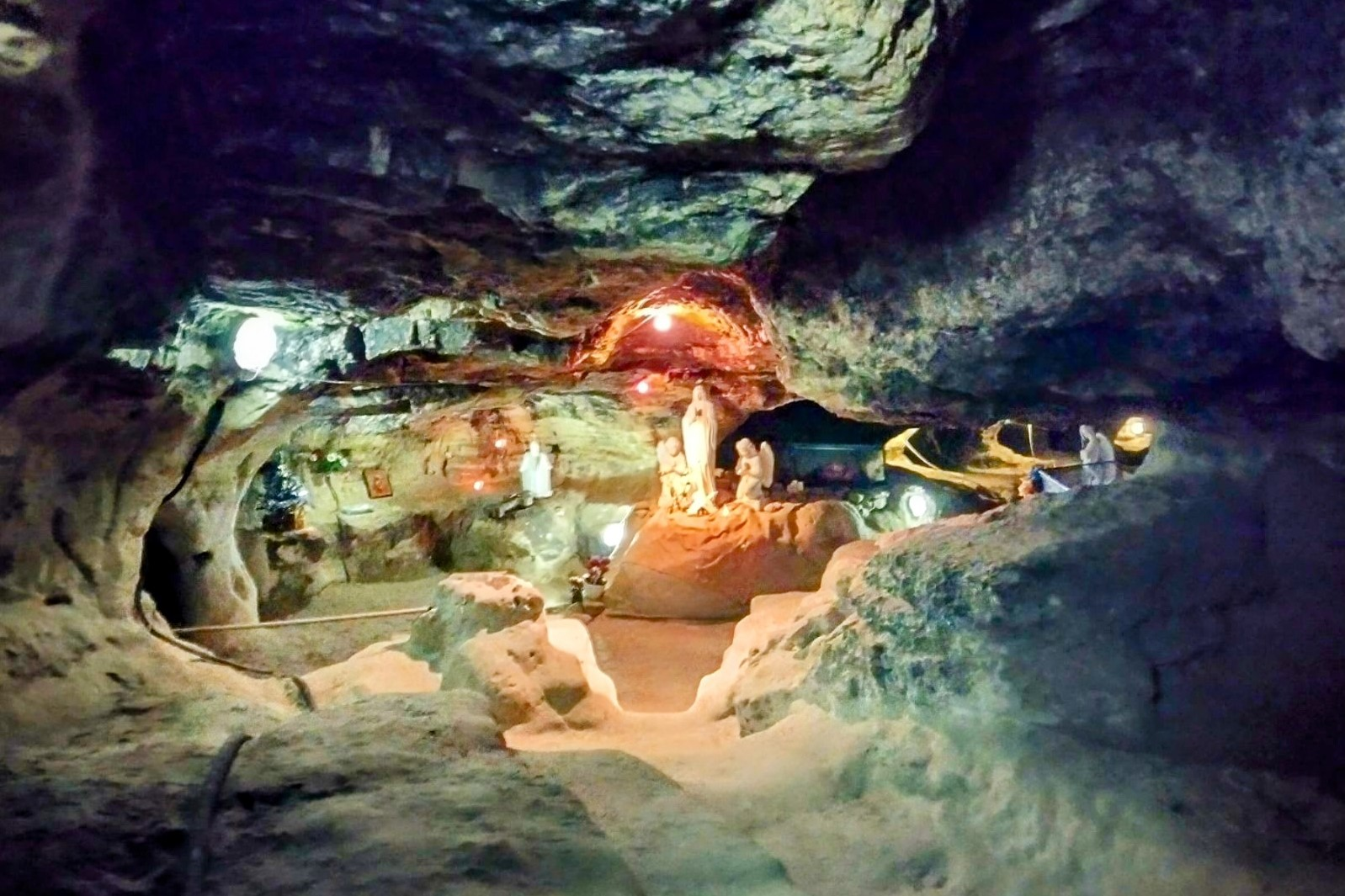
Святий грот
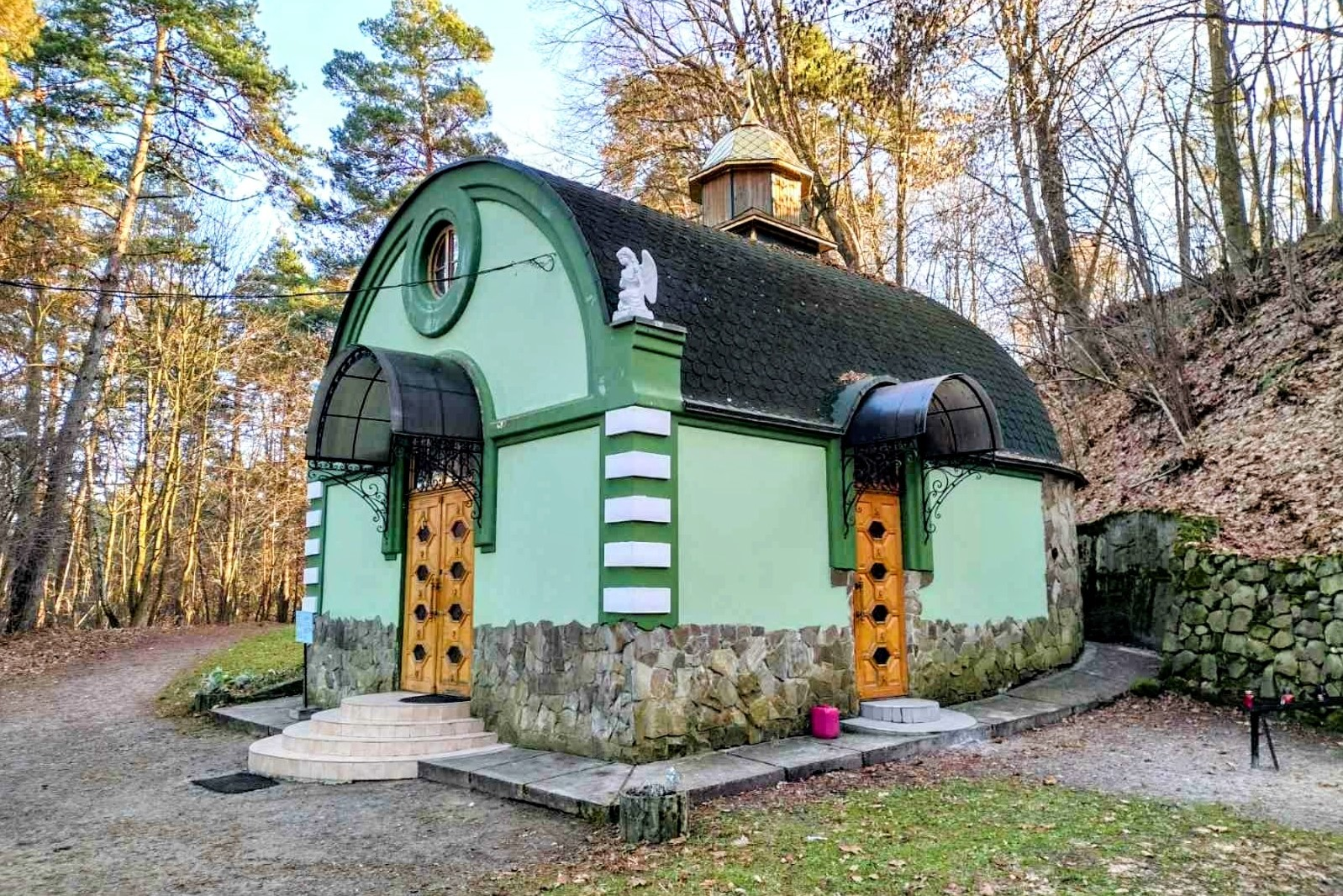
Храм Матері Божої Нерушимої Стіни біля печери